# Nebulosa Omega
Messier 17, també anomenada Nebulosa omega, Nebulosa del cigne, Nebulosa del calçador i Nebulosa de la llagosta (M17; NGC 6618) és una regió HII en la constel·lació de Sagitari. Va ser descoberta per Philippe Loys de Chéseaux en 1745 i Charles Messier la va catalogar en 1764.
La Nebulosa omega es troba a una distància d'entre 5.000 i 6.000 anys llum i té una grandària d'uns 15 anys llum de diàmetre. El núvol de matèria interestel·lar de la qual forma part és d'uns 40 anys llum de diàmetre. La massa total de la Nebulosa omega es calcula en unes 800 masses solars.
Existeix un cúmul de 35 estrelles en la nebulosa. És la radiació d'aquestes estrelles joves i calentes de tipus B nascudes en la nebulosa la que excita els gasos de la nebulosa i els fa brillar, creant una regió HII; el color rogenc de la nebulosa és degut a l'hidrogen ionitzat

## Observació
La nebulosa és molt brillant, la qual cosa la fa visible a ull nu amb bones condicions atmosfèriques a latituds baixes. La seva magnitud aparent és igual a 6. Amb un telescopi de 114 mm proveït d'un filtre UHC, es pot veure una bona part dels seus matisos i jocs de llum. A partir dels 200 mm, la visió és espectacular.